# Joachim Aberlin
Joachim Aberlin (* in Gallmannsweil; † nach 1554) war evangelisch-reformierter Pfarrer, Lehrer und Kirchenliederdichter.

## Leben
Nach einer humanistisch-philologischen Schulbildung war Aberlin von 1525 bis 1536 als Schulmeister in Lauingen beschäftigt. Er wandte sich der oberdeutschen Reformation zu, war in den Jahren 1530/1531 bei Zwingli und Karlstadt in Zürich und stand in Verbindung mit Theobald Billicanus, Bonifacius Wolfhart, Gerhard Eobanus Geldenhauer (genannt Noviomagus) und Wolfgang Musculus wie auch zu Sigmund Salminger (* um 1500; † um 1554) und Jakob Dachser.
Ende 1534 reiste er – wohl auch aufgrund von Schwierigkeiten in Lauingen – zu einem Gespräch mit Ambrosius Blarer nach Tübingen und wurde bald als Schulmeister nach Göppingen berufen. 1542 trat er das Pfarramt in Heiningen an, wo er die Reformation radikal durchsetzte. Im Laufe des Schmalkaldischen Krieges und durch das kaiserliche Interim geriet er in Heiningen in Schwierigkeiten. 1549 kehrte er in seine Schulmeisterstellung in Göppingen zurück. 1551 wechselte er dann in das Pfarramt in Fortschwihr in der Grafschaft Horburg (Oberelsaß), wo er ein reformiertes Umfeld nach zürcherischer Ordnung vorfand. Er wird letztmals im Juni 1552 erwähnt.
Joachim Aberlin hinterließ verschiedene Publikationen. Zum einen ist von ihm eine in Lauingen verfasste lateinische Schulgrammatik überliefert, in der er dem Schüler den Stoff als Frage-Antwort-Text zu vermitteln suchte. 1534 publizierte er eine gereimte Bibelzusammenfassung, um die Bibel durch den gereimten deutschsprachigen Gesang einem möglichst breiten Publikum zugänglich zu machen. Altes Testament, Psalmen und Neues Testament wurden in drei Liedern dargestellt, ein beachtenswertes Werk mit 227 Strophen zu 9 Versen, sicher sein erfolgreichstes Werk, welches mehrfach wiederaufgelegt wurde. 1537 gab er gemeinsam mit Sigmund Salminger einen der ersten Reimpsalter der Reformationszeit heraus, der neben Psalmdichtungen von Ambrosius und Thomas Blarer, Johannes Zwick, Leo Jud und anderen oberdeutschen Liederdichtern 70 eigene Psalmlieder enthielt. Aus diesen Dichtungen stammen wohl auch die Psalmdichtungen, die im ersten vierstimmig gesetzten Psalter der Reformation von Sigmund Hemmel Aufnahme fanden.